# Jean-Loup Chrétien
Jean-Loup Chrétien (La Rochelle, 20 de agosto de 1938) é um cosmonauta e primeiro francês a ir ao espaço, a bordo da nave Soyuz T-6, em junho de 1982, numa missão do programa espacial soviético Intercosmos.
Chrétien formou-se em engenharia aeronáutica e em pilotagem de jatos em 1962 na Academia da Força Aérea francesa e passou oito anos como integrante de esquadrões de caças interceptadores no sudeste da França, pilotando jatos Mystére e Mirage. Nos anos 70, serviu como piloto de testes e assumiu funções de comando dos testes do avião de combate Mirage F-1.
Em 1979, a URSS ofereceu à França uma participação em seu programa espacial–político Intercosmos, que levava ao espaço pilotos selecionados das forças aéreas de países aliados do Pacto de Varsóvia ou de relações amigáveis com o governo russo. A França aceitou a oferta, iniciou um programa de seleção de cosmonautas e Chrétien foi um dos dois finalistas, que passaram a treinar no Centro de Treinamento de Cosmonautas Yuri Gagarin. No ano seguinte, foi nomeado como integrante da próxima missão espacial soviética.
Em 24 de junho de 1982, Jean-Loup Chrétien tornava-se o primeiro francês a ir ao espaço, lançado na missão Soyuz T-6, com os astronautas soviéticos Vladimir Dzhanibekov e Aleksandr Ivanchenkov para um encontro na estação orbital Salyut 6, então habitada pelos cosmonautas Anatoli Berezovoi e Valentin Lebedev. Durante sete dias os cosmonautas realizaram várias experiências conjuntas franco-soviéticas, especialmente uma série de monitoramentos ecográficos cardiovasculares de desenvolvimento francês.
Na metade dos anos 80, ele esteve em treinamentos nos Estados Unidos, no Centro Espacial Lyndon B. Johnson, sendo astronauta-reserva da missão STS-51-G, do ônibus espacial Discovery.
Sua segunda viagem espacial foi em novembro de 1988, novamente com os soviéticos, a bordo da Soyuz TM-7, em que a tripulação passou 22 dias a bordo da nova estação orbital Mir-1, realizando experimentos conjuntos. Nesta ocasião, Chrétien realizou cinco horas de atividade extraveiculares, tornando-se o primeiro não-soviético e não-americano a passear no vácuo. Depois da missão, ele passou os anos de 1990-93 treinando na URSS como piloto do protótipo de lançador espacial soviético Buran e de aviões de combate Tupolev e Mig-25.
Em 1995, foi selecionado pela NASA para treinamento como especialista de missão no programa do ônibus espacial. Em setembro de 1997 foi pela terceira e última vez ao espaço, na missão STS-86 Atlantis, sétima missão dos ônibus espaciais norte-americanos à Mir, numa jornada de dez dias no espaço.
Em setembro de 2000, atingido por uma telha que caiu em sua cabeça durante uma visita a um depósito de mobílias em Webster, no Texas, Chrétien sofreu contusões na cabeça, pescoço e ombros que o impediram de continuar voando. Forçado a se aposentar em 2002, passou a trabalhar na inciativa privada, em empresas de desenvolvimento de software, nos Estados Unidos.
Além de condecorado com a Legião de Honra e sagrado cavaleiro da Ordem Nacional do Mérito, as duas mais altas condecorações de seu país, Chrétien é um dos poucos cidadãos estrangeiros a terem sido condecorados com as maiores comendas da URSS, a Ordem de Lenin e o título de Herói da União Soviética.